# Jean Hatzfeld (journaliste)
Pour les articles homonymes, voir Hatzfeld (homonymie).
Jean Hatzfeld, né le 14 septembre 1949 à Madagascar, est un journaliste et écrivain français.

## Biographie

### Jeunesse
Il est le petit-fils de l'helléniste Jean Hatzfeld et le fils de l'historien Olivier Hatzfeld et de Maud Hatzfeld. Il est né en 1949 à Madagascar,, quatrième enfant d'une fratrie de huit enfants,, et passe son enfance en Auvergne, au Chambon-sur-Lignon, ville où ses parents se sont réfugiés en 1942 et  dont les habitants se sont distingués pour avoir accueilli par gentillesse et non par fait de résistance, des milliers de juifs pendant la guerre .  
Ses grands-parents sont déportés en France pendant la Seconde guerre mondiale, mais survivent. Il a de ce fait lu beaucoup d'ouvrages sur la Shoah.
Au lendemain de Mai 68, il fait la route vers Kaboul et Peshawar et, au retour, travaille en usine et exerce différents métiers de façon militante ou dilettante avant de monter à Paris.

### Carrière journalistique et d'écrivain
En 1975, il publie son premier reportage dans le quotidien Libération. Il convainc Serge July d'y créer un service des sports (« C’est un univers avec ses mythes, ses héros, son langage propre à chaque discipline, sa mafia, son business », argumente-t-il), et y recrute l’ex-jockey Homéric en tant que spécialiste hippique. Il découvre un monde romanesque, le plaisir de raconter de belles histoires et l'apprentissage du récit en feuilleton quotidien. Puis il devient reporter tous azimuts, pour rapporter des faits divers et écrire des portraits, puis essentiellement à l'étranger en Israël et en Palestine, en Pologne, en Roumanie et dans toute l'Europe orientale, pendant et après le socialisme.
Son premier séjour à Beyrouth détermine immédiatement sa vocation de correspondant ou chroniqueur de guerre. Pendant vingt-deux ans, il traverse en long et en large de nombreuses guerres, dont celles du Moyen-Orient, d'Afrique et de Croatie et de Bosnie-Herzégovine, dont il tire un récit L'Air de la guerre, rédigé en grande partie après avoir été immobilisé à la suite d'un accident à Sarajevo en juin 1992. 
De ces parcours sur les lignes de front, il écrit quatre romans La guerre au bord du fleuve, La ligne de flottaison, Où en est la nuit; et Robert Mitchum ne revient pas, inspirés d'un imaginaire de guerre, dans lesquels il revient sur des personnages laissés en cours de route pendant ces années de reportage. Il retourne aussi en souvenirs sur des lieux et remet en scène plusieurs thèmes de la guerre et de l'écriture de la guerre. Dans ses derniers romans, il revisite aussi le monde du sport, en particulier Deux mètres dix, lui aussi imprégné de guerres du passé. Le plus récent, Tu la retrouveras, rapproche de la Shoah et de Porajmos, de l'enfance et des animaux, puisqu'il met en scène deux fillettes réfugiées dans le zoo de Budapest en 1944, année du siège et l'affrontement entre entre la Wehrmacht et l'Armée rouge.
Reporter au Rwanda peu après le génocide des Tutsi, saisi par l'échec collectif des journalistes face à l'événement et leur incapacité à affronter l'effacement des rescapés, il suspend son activité au sein de sa rédaction quatre années plus tard pour séjourner près de marais et travailler avec des rescapés tutsis originaires de Nyamata, un village du district de Bugesera. Après un travail de journalisme, il tente de s'exprimer autrement, par la littérature, en écoutant et donnant à lire sur un temps plus long. Selon la journaliste du  Temps, Eléonore Sulser, « C’est parce que les journalistes sont passés trop vite, n’ont pas pu saisir ce qui s’était réellement passé au Rwanda, parce que le mot de génocide quand il apparaît est trop grand, trop lourd, trop fort pour qu’on l’envisage et le comprenne d’emblée, que Jean Hatzfeld retourne depuis des années au pays des collines et des marais. ».  
Il s'attache, non pas à comprendre, ni à enquêter, mais à construire et monter les récits de ceux qui ont traversé cette expérience de l'extermination. Le premier livre, Dans le nu de la vie, obtient le prix France Culture en 2001. Il poursuit son travail avec un groupe de Hutus ayant participé au génocide sur les mêmes collines, dans le pénitencier de Rilima. De ces entretiens naîtra en 2003 Une Saison de machettes, qui reçoit le prix Femina essai la même année,. Puis il publie un roman dont l'un des personnages principaux est un correspondant de guerre, de retour à Paris. 
Un troisième ouvrage consacré au génocide des Tutsi, La Stratégie des antilopes paraît en août 2007  et reçoit le prix Médicis. Jeune Afrique considère que les trois livres (Dans le nu de la vie, Une saison de machettes et La Stratégie des antilopes) méritent d'être considérés comme des classiques de la littérature sur le génocide rwandais.
Un quatrième livre, Englebert des Collines, suit les traces d’un vieil ami rescapé des massacres, vagabond et alcoolique, qu'il connaît depuis son premier jour à Nyamata. Jean Hatzfeld y raconte les traces du temps, la vie « après » le génocide des protagonistes de ses premiers livres, l'impossible dialogue entre les rescapés et les tueurs, lorsque ceux-ci sont sortis de prison, leurs peurs, doutes et incompréhensions et surtout leurs fantômes. Vingt ans après les tueries, avec un papa de sang, il revient à nouveau au bord des marais pour travailler cette fois avec les enfants des tueurs et des rescapés qui peuplaient ses précédents livres, des adolescents qui n'ont pas connu les machettes mais héritent de leur souvenir, et partagent une langue au phrasé et au vocabulaire métaphorique souvent poétique,. Puis en 2021, plus de vingt ans après son premier livre consacré au génocide des Tutsi, il publie Là où tout se tait, toujours chez Gallimard, où il donne notamment la parole à des Hutus qui ont sauvé des Tutsis,.
La plupart de ses livres ont été traduits en plusieurs langues.
Outre Libération, il a collaboré à Geo,  Actuel, Autrement, L'Autre Journal, L'Équipe magazine, Rolling Stones, ou encore les Cahiers du cinéma, etc. il a également participé à des revues et livres collectifs en France et à l'étranger (parmi lesquels The Paris Review et la collection BPI Centre Pompidou) et a coécrit des films.
Parmi les adaptations au théâtre de ses livres, on note les spectacles Igishanga, conçu et joué par Isabelle Lafon; Une saison de machettes, conçu et mis en scène par Dominique Lurcel ; Dans le nu de la vie, réalisé par Jacques Taroni et produit par France Culture pour le Festival d'Avignon ; Les voix de Nyamata, conçu et mis en scène par Anna Feissel-Leibovici; Exil, conçu, mis en scène et interprété avec son violoncelle par Sonia Wieder-Atherton à la Philharmonie de Paris.

## Œuvre
- L'Air de la guerre : sur les routes de Croatie et de Bosnie-Herzégovine, récit, éditions de l'Olivier, 1994  (ISBN 2020232138)
- La Guerre au bord du fleuve, roman, L'Olivier, 1999  (ISBN 2879293383)
- Dans le nu de la vie : récits des marais rwandais, éditions du Seuil, 2000  (ISBN 2020530562)
- Une saison de machettes, récits, Le Seuil, 2003  (ISBN 2020679132)
- La Ligne de flottaison, roman, Le Seuil, 2005
- La Stratégie des antilopes, 3e volet de son récit sur le génocide tutsi, Le Seuil, 2007 – Prix Médicis
- Où en est la nuit, roman, Gallimard, 2011
- Robert Mitchum ne revient pas, roman, Gallimard, 2013
- Englebert des collines, 4e volet de son récit sur le génocide tutsi, Gallimard, 2014
- Un papa de sang, 5e volet de son récit sur le génocide tutsi, Gallimard, 2015
- Deux mètres dix, roman, Gallimard, 2018
- Là où tout se tait, roman, Gallimard, 2021  (ISBN 978-2-0729-2627-3)
- Tu la retrouveras, roman, Gallimard, 2023  (ISBN 978-2-07-3025-654)

### Participations
- Serge Daney, Petite bibliothèque des Cahiers du Cinéma
- Après-guerre(s), Autrement
- Bosnia (modestement), British Library
- Claude Lanzmann – Un voyant dans le siècle, Gallimard
- Armistice, Gallimard

## Distinctions
- 1985 : prix Martini du reportage sportif.
- 1994 : prix Décembre, pour L'Air de la guerre.
- 1998 : prix Jean Marin Bayeux des correspondants de guerre.
- 2000 : prix France Culture, pour Dans le nu de la vie[1].
- 2001 : prix Pierre-Mille[1].
- 2003 : prix Fémina essai, pour Une saison de machettes[1].
- 2003 : prix Joseph-Kessel, pour Une saison de machettes[1].
- 2006 : The Freedom of Expression Award (catégorie livres), Grande-Bretagne[19].
- 2007 : Prix Médicis, pour La stratégie des antilopes.[2],[20]
- 2008 : Globe de Cristal. Littérature.
- 2009 : prix Ryszard-Kapuściński, à Varsovie, pour La stratégie des antilopes[21].
- 2011 : grand prix de Littérature sportive, pour Où en est la nuit ?
- 2016 : prix Mémoire Albert Cohen, pour Un papa de sang[22].
- 2018 : prix Jules-Rimet, pour Deux mètres dix[23].
- 2023 :prix Seligmann.